# Andreas Modl
Andreas Modl (* 21. Februar 1961; † 28. April 2025) war ein deutscher Karateka, Karatetrainer und -funktionär. Er war u. a. bis zu seinem Tod jahrelang Bundesreferent für das American Karate System (Chi Do Kwan) im Deutschen Karate Verband.

## Lebenslauf
Im Alter von sechs Jahren begann Andreas Modl mit dem Training des Jiu Jitsu. Später erlernte, trainierte und unterrichtete er das American Karate System (Chi Do Kwan), Wadō-Ryū-Karate, American Karate System-Kobudo (Chi Do Kwan), Kukishin-Ryu, Kobujutsu, Bojutsu und Nunchakujutsu. Andreas Modl hatte im Deutschen Karate Verband die Graduierung des 8. Dan.
Modl bekleidete jahrelang die Ämter des Landesstilrichtungsreferenten für AKS (Chi Do Kwan) und Wadō-Ryū im Karateverband Niedersachsen, sowie das Amt des Bundesstilrichtungsreferenten für AKS (Chi Do Kwan) im Deutschen Karateverband.

## Sportliche Erfolge
- 3-mal British Army Meister
- 4-mal in Folge Osaka Kata Meister
- 3-mal US Army Meister Kata (European Friendship)
- 3. Platz Nationalmeisterschaften Toyakwai (England)
- 2. Platz Nationalmeisterschaften WSKF (England)

Nach 1996 bestritt Andreas Modl keine Wettkämpfe mehr, sondern widmete sich ausschließlich dem Unterrichten. Er war auf nationaler und internationaler Ebene als Prüfer für Danprüfungen aktiv.